# Brașov Challenger 1998
Il Brașov Challenger 1998 è stato un torneo di tennis facente parte della categoria ATP Challenger Series nell'ambito dell'ATP Challenger Series 1998. Il torneo si è giocato a Brașov in Romania dall'8 al 14 settembre 1998 su campi in terra rossa.

## Vincitori

### Singolare
Dinu Pescariu ha battuto in finale  Thomas Larsen con il punteggio di 6–3, 3–6, 6–2

### Doppio
Juan Ignacio Carrasco /  Jairo Velasco, Jr. hanno battuto in finale  Tomáš Cibulec /  Leoš Friedl con il punteggio di 6–4, 3–6, 6–2